# Proceedings of the Royal Irish Academy
La Proceedings of the Royal Irish Academy (PRIA) és la revista de la Royal Irish Academy, fundada el 1785 per promoure l'estudi de la ciència, la literatura educada i les antiguitats. Se la coneix com a diversos títols al llarg dels anys:
- 1836-1866: Proceedings of the Royal Irish Academy
- 1870-1884: Proceedings of the Royal Irish Academy. Science
- 1879: Proceedings of the Royal Irish Academy. Polite Literature and Antiquities
- 1889-1901: Proceedings of the Royal Irish Academy

El 1902, la revista es va dividir en tres seccions Secció A: Mathematical and Physical Sciences, Secció B: Biological, Geological, and Chemical Science i Secció C: Archaeology, Culture, History, Literature. La secció A ara es publica com a Mathematical Proceedings of the Royal Irish Academy des de 1998, i la secció B es publica ara com a Biology and Environment: Proceedings of the Royal Irish Academy. La secció C ara és Proceedings of the Royal Irish Academy: Archaeology, Culture, History, Literature